# Bahnstrecke Cercedilla–Cotos
| Karte der Bahnstrecke Cercedilla–Cotos |                       |                                           |                                     |
| Streckenlänge: | 18,17 km              |                                           |                                     |
| Spurweite: | 1000 mm (Meterspur)   |                                           |                                     |
| Stromsystem: | 1500 =                |                                           |                                     |
| Maximale Neigung: | 60, 67 bzw. 70 ‰      |                                           |                                     |
| Minimaler Radius: | 60, in Bahnhöfen 40 m |                                           |                                     |
| |                       |                                           |                                     |
| \| \| 18,23 \| Tunnelstumpf[2] \| Tunnelstumpf[2] \| \| \| \| \| \| \| \| 18,17 \| Los Cotos \| 1819 msnm \| \| \| 14,75 \| Vaquerizas (bis 2011) \| Vaquerizas (bis 2011) \| \| \| 12,06 \| Dos Castillas (bis 2011) \| Dos Castillas (bis 2011) \| \| \| \| Puerto de Navacerrada (671 m) \| \| \| \| 11,0 \| Puerto de Navacerrada \| 1765 msnm[2]/1754 msnm[1] \| \| \| \| Peña Hueca[1] (bis 2011) \| \| \| \| 7,61 \| Collado Albo (bis 2011) \| Collado Albo (bis 2011) \| \| \| 5,50 \| Siete Picos (bis 2011) \| Siete Picos (bis 2011) \| \| \| 3,55 \| Camorritos (bis 2011) \| Camorritos (bis 2011) \| \| \| 1,93 \| Las Heras y los Castaños (bis 2011) \| Las Heras y los Castaños (bis 2011) \| \| \| 0,93 \| Cercedilla Pueblo (bis 2011) \| Cercedilla Pueblo (bis 2011) \| \| \| 0 \| Cercedilla \| Cercedilla \| \| \| \| Übergang zur Bahnstrecke Villalba–Segovia \| \| |                       |                                           |                                     |
| | 18,23                 | Tunnelstumpf                              | Tunnelstumpf                        |
| Tunnelende |                       |                                           |                                     |
| Bahnhof | 18,17                 | Los Cotos                                 | 1819 msnm                           |
| ehemaliger Haltepunkt / Haltestelle | 14,75                 | Vaquerizas (bis 2011)                     | Vaquerizas (bis 2011)               |
| ehemaliger Haltepunkt / Haltestelle | 12,06                 | Dos Castillas (bis 2011)                  | Dos Castillas (bis 2011)            |
| Tunnel |                       | Puerto de Navacerrada (671 m)             | Puerto de Navacerrada (671 m)       |
| Bahnhof | 11,0                  | Puerto de Navacerrada                     | 1765 msnm/1754 msnm                 |
| ehemaliger Haltepunkt / Haltestelle |                       | Peña Hueca (bis 2011)                     | Peña Hueca (bis 2011)               |
| ehemaliger Haltepunkt / Haltestelle | 7,61                  | Collado Albo (bis 2011)                   | Collado Albo (bis 2011)             |
| ehemaliger Bahnhof | 5,50                  | Siete Picos (bis 2011)                    | Siete Picos (bis 2011)              |
| ehemaliger Haltepunkt / Haltestelle | 3,55                  | Camorritos (bis 2011)                     | Camorritos (bis 2011)               |
| ehemaliger Haltepunkt / Haltestelle | 1,93                  | Las Heras y los Castaños (bis 2011)       | Las Heras y los Castaños (bis 2011) |
| ehemaliger Haltepunkt / Haltestelle | 0,93                  | Cercedilla Pueblo (bis 2011)              | Cercedilla Pueblo (bis 2011)        |
| Kopfbahnhof Streckenende | 0                     | Cercedilla                                | Cercedilla                          |
| |                       | Übergang zur Bahnstrecke Villalba–Segovia |                                     |

Die Bahnstrecke Cercedilla–Cotos (oder auch Ferrocarril de Guadarrama) ist eine Schmalspurbahn mit einer Spurweite von 1000 mm, die vom Ort Cercedilla in die Berge der Sierra de Guadarrama nördlich von Madrid führt. Die Strecke wird von der Linie C-9 der Cercanías Madrid befahren, dient aber vor allem dem Ausflugsverkehr.

## Streckenverlauf
Die Strecke beginnt im Bahnhof Cercedilla an der Bahnstrecke Villalba–Segovia. Die beiden Stumpfgleise zur Passagierabfertigung der Schmalspurbahn liegen direkt neben dem Bahnhofsgebäude. Nördlich davon liegen Abstellgleise und Werkstätten.
Die Strecke verlässt den Bahnhof parallel zur Breitspurstrecke in Richtung Osten. Während diese in einen kurzen Tunnel eintritt, führt die Schmalspurbahn in einer S-Kurve hinauf in den Ort Cercedilla. Dort und auf den ersten Kilometern oberhalb des Ortes verläuft die Strecke entlang einer Straße. Der weitere Verlauf führt durch den Wald am Süd- und Osthang des Siete Picos (2138 m).
Der dreigleisige Bahnhof Puerto de Navacerrada (2 Bahnsteige) liegt etwa 100 Höhenmeter unterhalb des gleichnamigen Passes. Direkt nach dem Bahnhof unterquert die Bahn in einem 671 m langen Tunnel die Passhöhe. Im weiteren Verlauf führt die Bahn am Westhang des Bola del Mundo (2265 m) entlang und endet im dreigleisigen Bahnhof Cotos. Dieser liegt auf einer Höhe von 1.818 m wenig unterhalb der Passhöhe des Puerto de Cotos (1830 m) und ist nach dem Bahnhof Núria der Cremallera de Núria in den Pyrenäen der zweithöchste Bahnhof in Spanien.

## Geschichte

### Vorbereitungen und Bau
Von Mitgliedern des Club Alpino Español  wurde am 5. Juni 1917 die Sindicato de Iniciativas del Guadarrama (Kapital: 50.000 Peseten) gegründet. Deren Ziel war es, eine Bahnstrecke in die Berge nördlich von Madrid zu bauen, um den aufstrebenden Tourismus zu fördern und daraus Gewinn zu ziehen. Verschiedene Ausgangspunkte für die Strecke wurden untersucht, darunter auch eine Strecke direkt von Madrid aus. Die Entscheidung fiel zugunsten Cercedilla, da diese Variante am kürzesten war. Nach Ausarbeitung der Unterlagen wurde die entsprechende Konzession samt Nutzungsrecht für das benötigte Staatsland beantragt und am 26. Februar 1919 auch gewährt. Aus der Initiative entstand am 20. März 1919 die Bahngesellschaft Sociedad Anónima del Ferrocarril Eléctrico del Guadarrama mit einem Gesellschaftskapital von 1,5 Millionen Peseten. Im Oktober 1919 wurde mit dem Bahnbau begonnen, der Ende 1921 weitgehend abgeschlossen war.

### Als Privatbahn
Die 11,25 bzw. nach anderer Quelle 13,5 Kilometer lange Bahnstrecke bis Navacerrada wurde am 12. Juli 1923 im Beisein von König Alfons XIII. und seiner Frau Victoria Eugénie von Battenberg eröffnet und am 11. August für die Öffentlichkeit freigegeben. Zugleich wurden von der Initiative das Hotel Victoria (eröffnet 1924) am Puerto de Navacerrada gebaut und die luxuriöse Siedlung Camorritos direkt an der Bahnstrecke angelegt. Hierfür hatte der Staat am 16. April 1920 Flächen im Umfang von ungefähr 100 Hektaren in Erbpacht an das Unternehmen vergeben, um so den Streckenbau zu refinanzieren.
Die angedachte Verlängerung über Los Cotos und entlang des Rio Lozoya über das Kloster El Paular nach Gargantilla del Lozoya an der Bahnstrecke Madrid–Burgos wurde aus finanziellen Gründen nicht realisiert. Weitere Projekte, die nicht umgesetzt wurden, waren eine Seilbahn auf den südlich von Cotos gelegenen Berg Cabezas de Hierro (2381 m) und die Verlängerungen der Bahnstrecke durch das Tal des Rio Eresma über Valsain und Palacio Real (La Granja) in Richtung Segovia und nach El Escorial.

### Rund um den Bürgerkrieg
1935 wurde der Betrieb wegen der herrschenden sozialen Spannungen und erforderlicher Reparaturarbeiten auf ein Fahrtenpaar je Tag reduziert. Während des Spanischen Bürgerkriegs war der Betrieb nach zwei Quellen eingestellt und wurde erst 1940 wieder aufgenommen. Nach einer anderen Quelle wurde der Betrieb der Strecke, die sich vollständig auf republikanischem Territorium befand, aufrechterhalten und Schüler wie auch Waffen transportiert. Trotz der Nähe zur Front gab es nur geringe Schäden.
Nach dem Ende des Bürgerkrieges fehlten dem Unternehmen vorerst die Mittel, um den Betrieb wieder aufzunehmen. Um ihre finanzielle Lage nicht zu gefährden, brachten die Anteilseigner die Dirección General de Ferrocarriles dazu, dass diese den Betrieb am 3. Juli 1939 der Compañía de los Caminos de Hierro del Norte de España (NORTE) übertrug.

### Unter dem RENFE-Dach
Als zum 1. Februar 1941 alle Breitspurbahngesellschaften, darunter auch die NORTE, verstaatlicht wurden, blieben die Schmalspurbahnen außen vor bzw. wurden wieder ausgegliedert. Mit einer Ausnahme: Der Betrieb der Bahnstrecke von Cercedilla nach Navacerrada blieb bei der RENFE. Plausibelste Erklärung ist, dass dafür José de Aguinaga Keller, stellvertretender Generaldirektor der RENFE und später Generaldirektor für Eisen- und Straßenbahnen des Ministeriums für öffentliche Arbeiten, seinen beträchtlichen Einfluss geltend machte. Er war zuvor Mitgründer und Direktor der Sociedad Anónima del Ferrocarril Eléctrico del Guadarrama gewesen und hatte wohl auch eigene wirtschaftliche Interessen in der Region, vorrangig im Immobilienbereich.
Trotz der Konkurrenz durch den Straßenverkehr wurde die Bahn weiter betrieben, da sie im Gegensatz zur Straße auch bei starkem Schneefall leichter offengehalten werden konnte. Hilfreich war hier auch, dass Carmen Franco y Polo, die Tochter von Diktator Francisco Franco, während der Wintersaison 1950/51 nach starken Schneefällen einen Skiwettbewerb auf der Schiene noch verlassen konnte, die Straße war bereits gesperrt.
Mit Gesetz vom 30. März 1954 übernahm die RENFE auch das Eigentum an der Strecke und allen Einrichtungen, wofür die bisherigen Anteilseigner 4 Millionen Peseten erhielten.

### Verlängerung und Sanierung
Im vorgenannten Gesetz aus dem Jahr 1954 war zudem die bereits bei Baubeginn der Strecke angedachte Verlängerung über Los Cotos an die Bahnstrecke Madrid–Burgos enthalten, sowie zusätzlich der Bau von zwei Stichstrecken von Los Cotos nach Cabeza de Hierro und La Laguna. Von dort aus sollten jeweils Seilbahnen die Gipfel des Cerro de Valdemartín (2280 m) und des Peñalara (2430 m) erschließen. Realisiert wurde hiervon lediglich die Verlängerung nach Los Cotos sowie ein erstes, 60 Meter langes Tunnelstück für die Weiterführung, das später für die Fahrzeugabstellung genutzt wurde.
Am 20. September 1955 begann in Navacerrada der Tunnelbau, wofür bis zum Ende des Jahres 1956 40 zwangsverpflichtete republikanische Gefangene eingesetzt wurden. Am 29. Oktober 1964 ging die 7,34 Kilometer lange, nur geringe Steigungen aufweisende Verlängerung nach Los Cotos mit den beiden Zwischenhalten Dos Castillas und Vaquerizas in Betrieb, die Strecke hatte somit ihre heutige Länge von 18,17 km erreicht. Auch an der Bestandsstrecke wurden einige Verbesserungen vorgenommen.
Ende 1973 wurde der Betrieb eingestellt, um die Strecke bis Anfang 1975 grundlegend zu erneuern. Dabei wurden neue Schienen mit einem Metergewicht von 45 Kilogramm eingebaut, im älteren Teil die Einfachfahrleitung durch eine Kettenfahrleitung ersetzt, die Leit- und Sicherungstechnik sowie die Energieversorgung modernisiert und erstmalig eine Werkstatt (mit zwei Grubengleisen und Brückenkran) gebaut. Zeitgleich wurden auch die Fahrzeuge der Erstausstattung modernisiert.
Angeboten werden nun drei Fahrtenpaare täglich über die gesamte Strecke sowie zwei weitere nur bis Navacerrada, an den Wochenenden und bei erwarteter hoher Nachfrage kommen drei weitere Fahrtenpaare auf der ganzen Länge hinzu. Die Fahrzeit beträgt 29 Minuten bis Navacerrada (zurück 41 Minuten), bis Cotos kommen nochmals 16 Minuten dazu.

### Entwicklungen ab 2000
2011 wurden alle Zwischenhalte außer Puerto de Navacerrada geschlossen. 2016 wurden zwischen Cercedilla und Siete Picos die Holzschwellen durch Betonschwellen ersetzt. Ab März 2020 ruhte der Verkehr auf der Linie. 2022 wurden die Schienen im Tunnel von Navacerrada getauscht, und es verkehren fünf Zugpaare täglich (Fahrzeit bis Navacerrada 24 Minuten, bis Cotos 41 Minuten, Rückfahrt jeweils zwei Minuten langsamer).
Im Rahmen des Plan de Mejora Integral de los Servicios de Cercanías de Madrid soll eine grundlegende Sanierung der Strecke erfolgen, die Mitte 2023 bereits von ADIF ausgeschrieben wurde. Das betrifft zum einen die Infrastruktur. Geplant sind der weitere Austausch von Schienen, Schwellen und Schotter, der Bau eines Stumpfgleises für die Schneefräse in Navacerrada sowie Arbeiten an Gräben, Bahnübergängen, Bahnsteigen (Anpassung an neue Fahrzeuge), Weichen, Stützmauern und dem Tunnel von Navacerrada. Zwei der seit 2011 nicht mehr bediente Stationen, Camorritos (Ertüchtigung Bahnsteig 1, Abriss Bahnsteig 2) und Siete Picos, sollen wieder hergerichtet werden, letztere als Bahnhof mit Kreuzungsmöglichkeit. Zwei andere ehemalige Halte, Cercedilla Pueblo und Eras−Los Castaños, sollen komplett zurückgebaut werden. Dafür sind insgesamt 16,9 Millionen Euro und ein Zeitraum von zwölf Monaten sowie eine Sperrung von sieben Monaten im Jahr 2024 vorgesehen. Ungefähr im gleichen Zeitraum soll für 12,5 Millionen Euro die Fahrstromversorgung verbessert werden durch einen zweiten Fahrdraht und ggf. angepasste Mastpositionen. Dritte Modernisierungsmaßnahme ist die für weitere 11,3 Millionen Euro ausgeschriebene Modernisierung der Leit- und Sicherungstechnik. Hier soll innerhalb von 14 Monaten das bisherige, telefonbasierte Zugmeldeverfahren sowie die vorhandenen Stellwerke ersetzt werden, so dass eine Fernsteuerung aus der Leitstelle der Cercanías in Madrid erfolgen kann. Ebenfalls Bestandteil der Ausschreibung sind Neuverkabelungen.

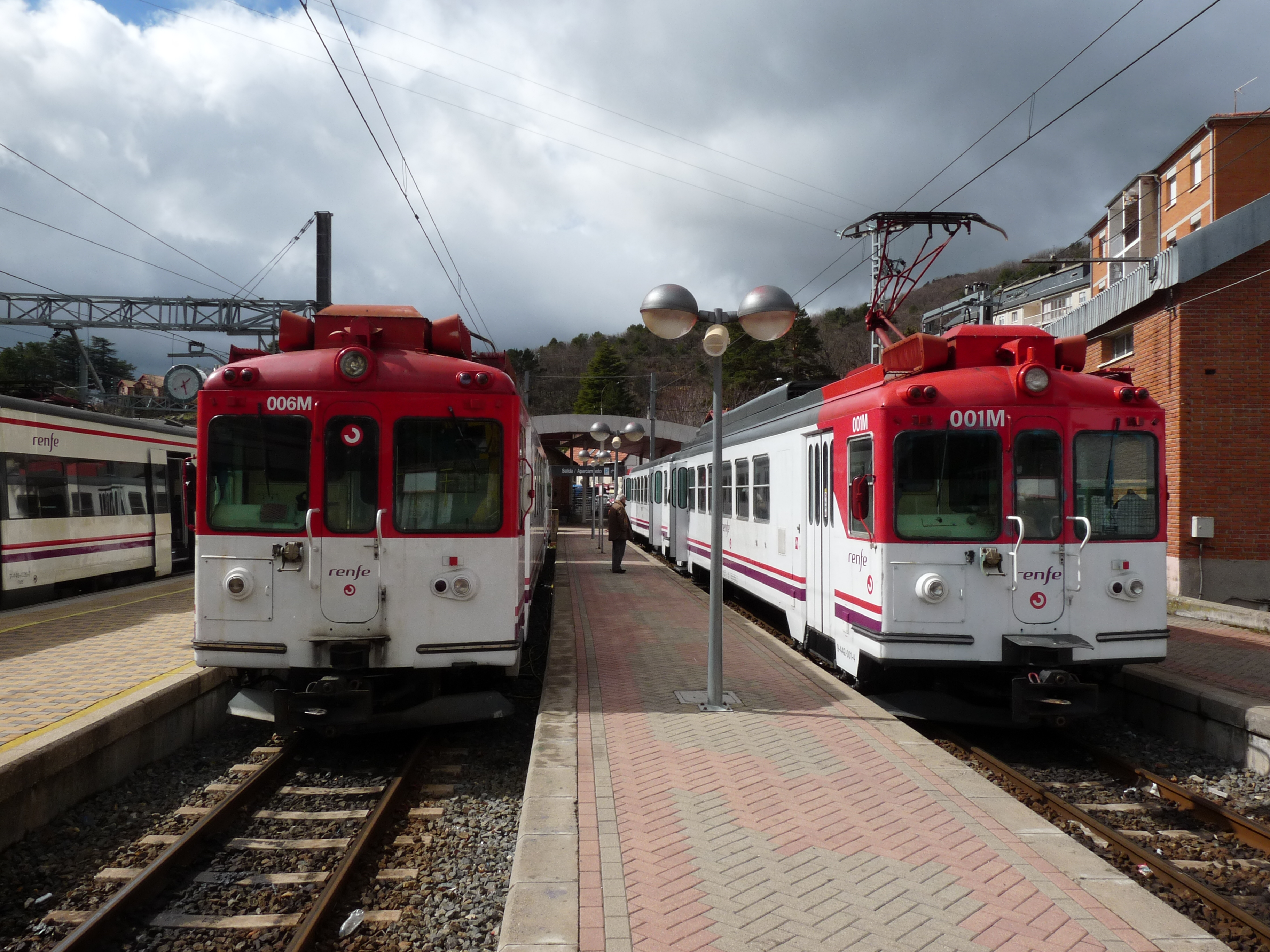
Triebwagen der Baureihe 442 im Bahnhof Cercedilla
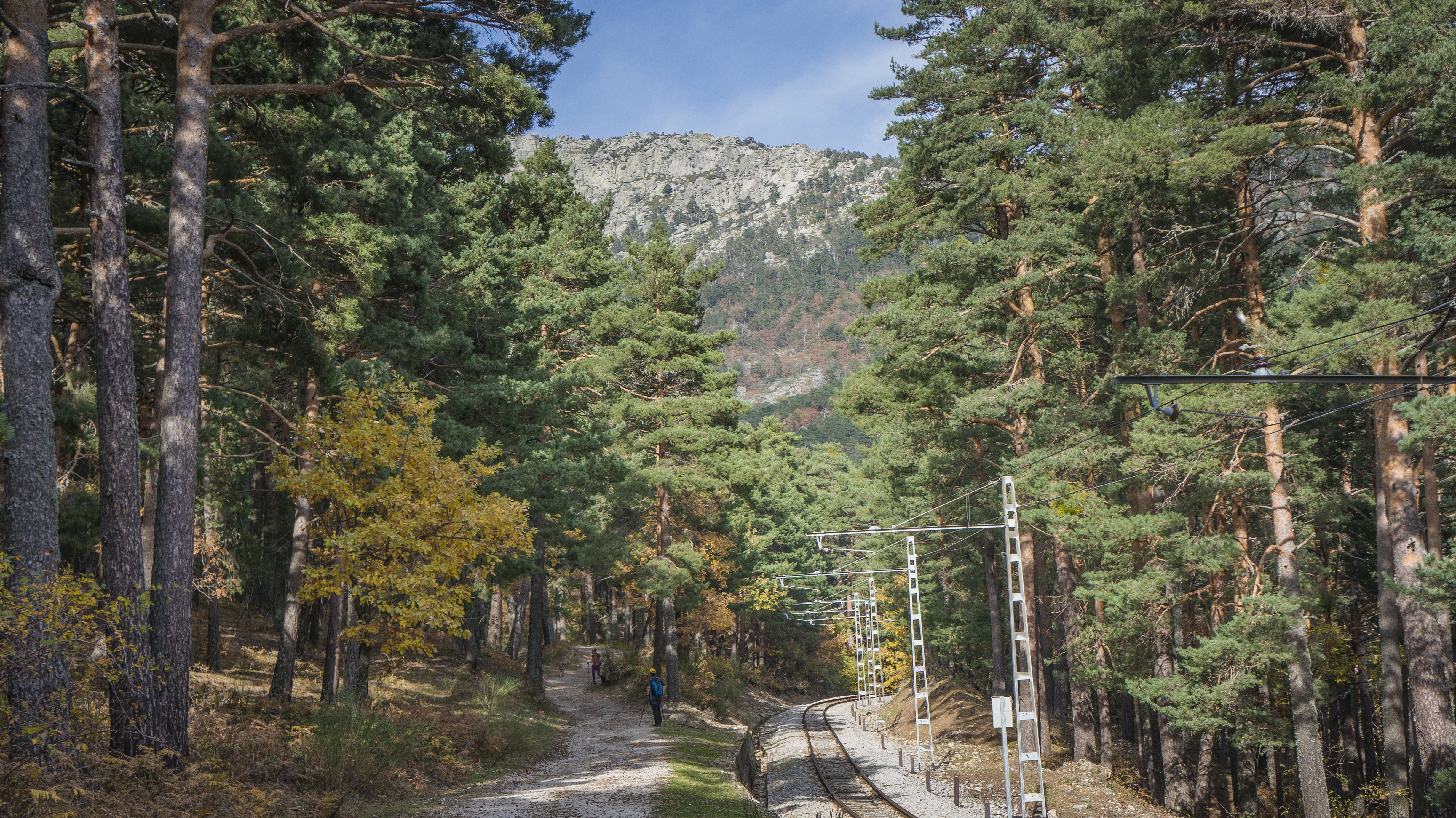
Bahnstrecke unterhalb der Siete Picos
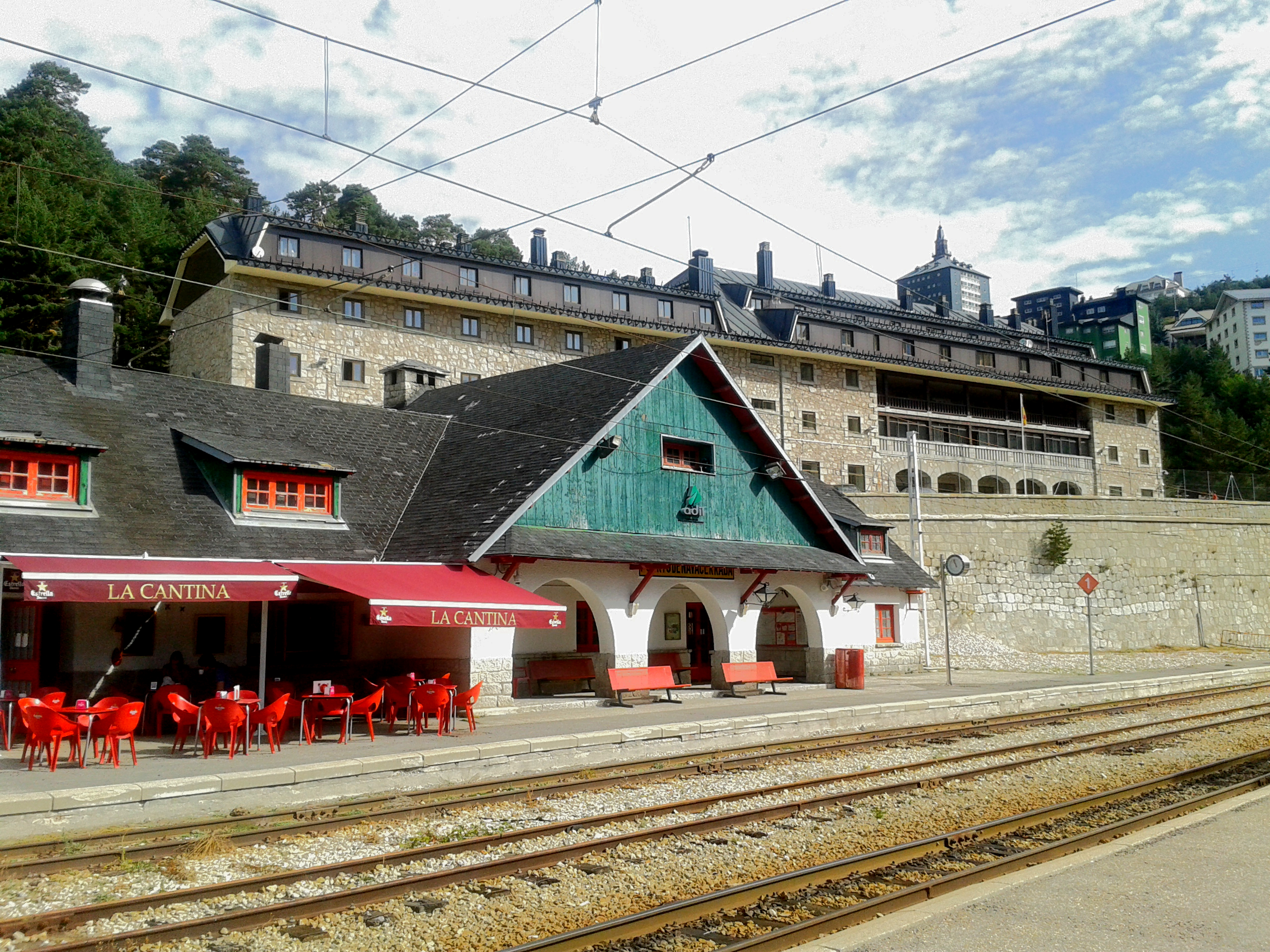
Bahnhof Puerto de Navacerrada
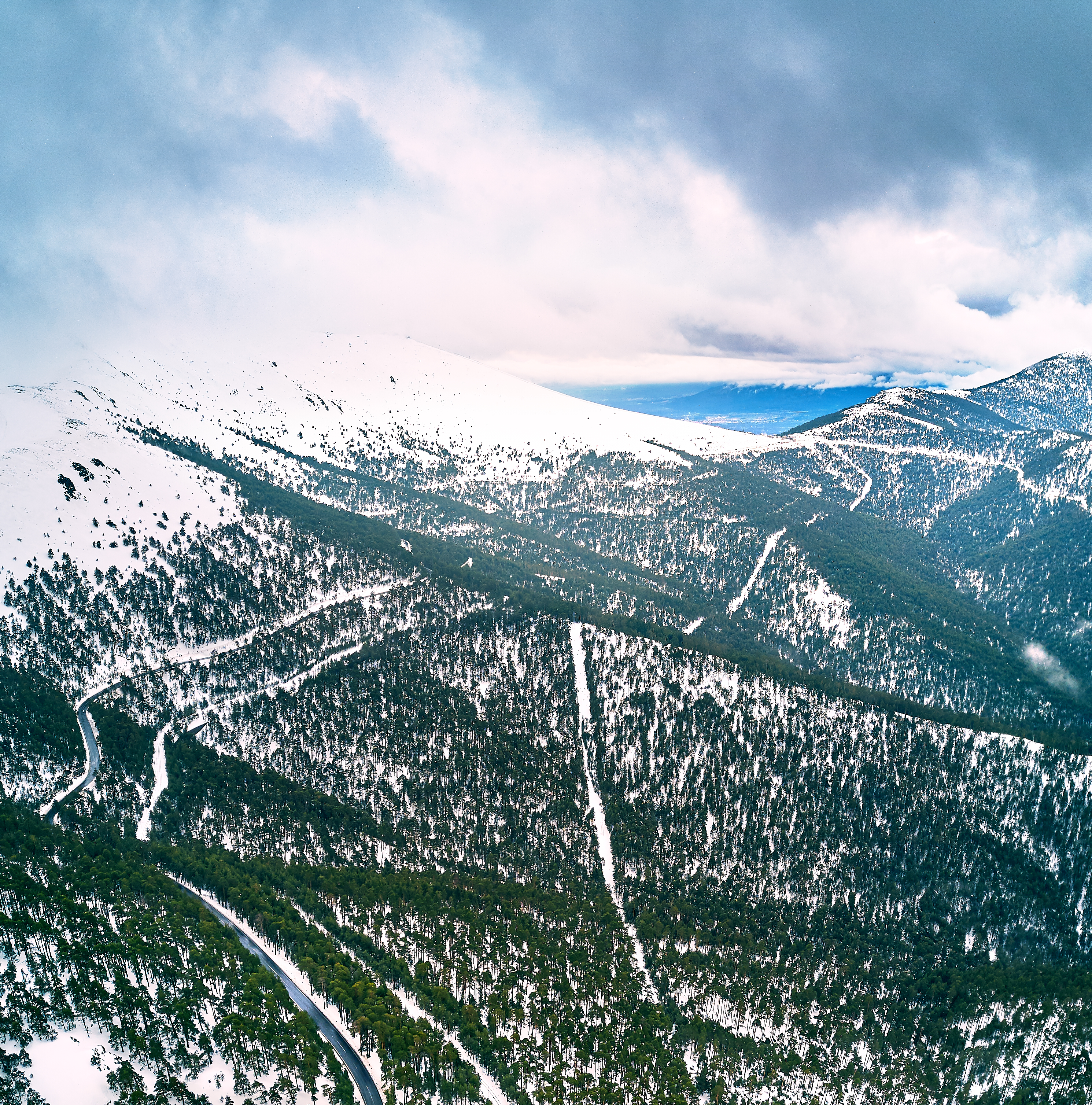
Die Strecke verläuft zwischen Navacerrada und Cotos wenige Meter unterhalb der Straße
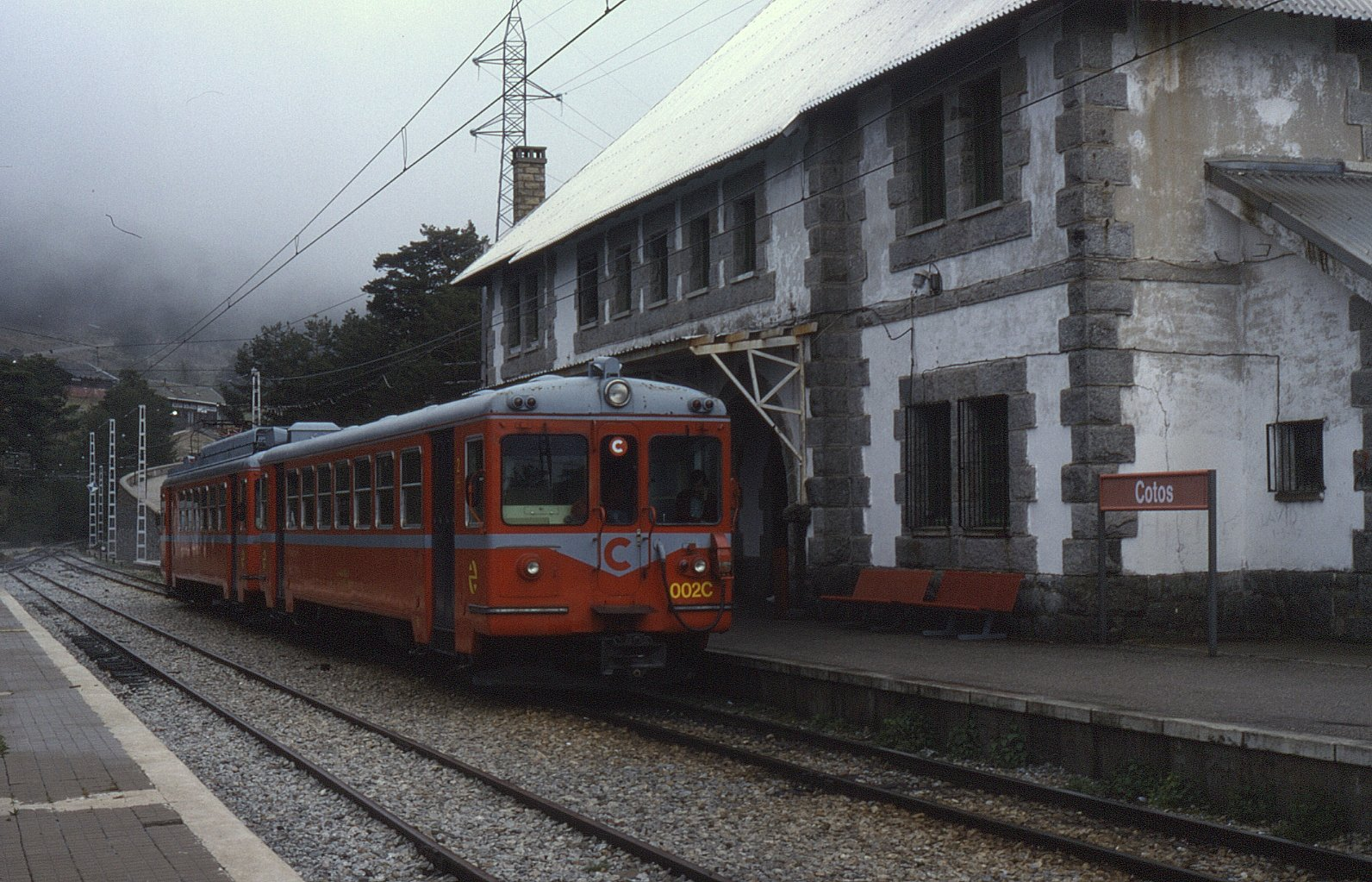
Bahnhof Cotos

## Fahrzeuge

### Erstausstattung
Zur Erstausstattung gehörten zwei Triebwagen und zwei Beiwagen, nach anderer Quelle vier Beiwagen. Fußnote 1 Diese wurden von der Schweizerische Wagons- und Aufzügefabrik AG Schlieren-Zürich gebaut, die elektrische Ausrüstung kam wie bei der Strecke von BBC. Die Wände bestanden aus Eiche, Fußboden und Dach aus amerikanischer Kiefer, für den Innenausbau wurde Eschenholz verwendet. Die Motorwagen verfügten über einen Mitteleinstieg und zwei Großräume (je einer 2. und 3. Klasse), boten 114, nach anderer Quelle 125 Plätze und wogen voll besetzt 42 Tonnen. Die Beiwagen waren drei Meter kürzer, wogen voll beladen 14 Tonnen und wiesen lediglich einen Großraum 3. Klasse mit Platz für 100 bzw. nach anderer Quelle 135 Personen auf.
Die mit einer doppelten Blattfederung versehenen Drehgestelle stammten von MAN, jeder der beiden Motoren eines Drehgestells wies eine Dauerleistung von 97,5 PS auf. Die Höchstgeschwindigkeit betrug 40 km/h. Die Motoren eines Drehgestells waren in Reihe geschaltet, Anfahr- und Bremswiderstände befanden sich auf dem Dach. Für die Stromabnahme sorgten zwei Lyrabügel. Zusätzlich zur elektrischen Widerstands-, der pneumatischen Westinghouse- und der Handbremse wiesen die Triebwagen pneumatisch betätigte Reibungsschienenbremsen in jedem Drehgestell auf, die Beiwagen verfügten lediglich über Druckluft- und Handbremse. Die Verbindung zwischen zwei Fahrzeugen erfolgte vermutlich über Balancierhebelkupplungen.
Die Gesamtleistung eines Triebwagens von 390 PS ermöglichte es, einen 70-t-Zug auf einer 6 %-Rampe mit einer Geschwindigkeit von 18 km/h zu befördern. Ein Motorwagen allein benötigte für die Bergfahrt 30 Minuten, mit einem Beiwagen 35 Minuten und mit zwei Beiwagen 45 Minuten.
Aufgrund der guten finanziellen Lage bestellte das Unternehmen 1936 bei CAF einen dritten, baugleichen Triebwagen sowie, zumindest nach einer Quelle, zwei weitere Beiwagen. Einer der Beiwagen konnte noch vor dem spanischen Bürgerkrieg, der Rest erst im Mai 1940 ausgeliefert werden.

### Fuhrparkerweiterung
1964 wurden wegen der Streckenverlängerung neue Fahrzeuge mit stählernem Wagenkasten von SECN beschafft. Die zehn Triebwagen (Nummern 3006 bis 3015) wiesen vier Fahrmotoren (zwei je Drehgestell) mit einer Gesamtleistung von 640 PS, zwei Scherenstromabnehmer und drei Bremssysteme auf. Sie waren 70 km/h schnell und boten in einem einzigen Großraum 2. Klasse, der durch zwei Türen auf jeder Seite zugänglich war, 90 Personen Platz. Besetzt wogen sie 45 Tonnen. Die beiden Beiwagen (Nummern 6011 und 6012) boten etwas mehr Personen Platz und wogen besetzt 30 Tonnen. Die Fahrzeuge bewährten sich im Betrieb nicht, weshalb sie nach kurzer Zeit nur noch auf der Flachstrecke von Navacerrada bis Cotos eingesetzt wurden. Da der dadurch erzwungene Umstieg bei den Fahrgästen nicht gut ankam, wurden die Fahrzeuge bereits 1969 an die Compañía General de Ferrocarriles Catalanes (CGFC) abgegeben, wo sie als Baureihe 5000 bezeichnet wurden.
1967 wurde bei den Schweizer Firmen Rolba und Stadler eine selbstfahrende Schneefräste erworben, die von einem 500-PS-Dieselmotor angetrieben wird.

### Fuhrparkmodernisierung
Parallel zur Streckensanierung wurden in den Jahren 1973 bis 1975 auch die drei Triebwagen der Erstausstattung und drei der vier Beiwagen modernisiert. Dabei wurden die hölzernen Wagenkästen bei J. Sunsundegui e Hijos, S. A., in Alsasua durch solche aus Metall ersetzt. Die Triebwagen wurden nun als Baureihe 431 501-503, die Beiwagen weiterhin als WR 101-103 bezeichnet.

### Baureihe 442
Ab 1976 kamen drei neue Triebwagen des Typs 442 samt jeweils einem Steuerwagen zum Einsatz. Diese wurden von MTM und Brown, Boveri & Cie. geliefert, sind von der Baureihe Be 4/4 26-27 der LEB abgeleitet und werden als 442 001-003 bzw. 8.442-001-003 bezeichnet. Dabei weist jeder Triebwagen zwei, jeder Steuerwagen einen Endführerstand auf. Die Triebwagen verfügen jeweils über 136 Plätze und wiegen besetzt 48,6 t, die gleich langen Steuerwagen wiegen 35,6 t. Der Fahrgastraum ist über einem Einstiegsraum an jedem Fahrzeugende zugänglich. Die Wagenkästen ruhen auf Drehgestellen Bauart Schindler mit doppelter Spiralfederung, neben Einholm-Stromabnehmern sind eine Wabco-Dimetal-Druckluftbremse, eine elektrische Widerstandsbremse, eine Magnetschienenbremse und eine Handbremse eingebaut. Gekuppelt wird mit einer automatischen Kupplung vom Typ Secheron-GFN.
In den Jahren 1982 und 1983 wurde der Bestand auf jeweils sechs Trieb- und Steuerwagen aufgestockt, so dass alle alten Fahrzeuge ersetzt werden konnten.

### Bestellung 2020
Als Nachfolger und Ersatz der Baureihe 442 bestellte RENFE 2020 im Rahmen einer größeren Bestellung meterspuriger Züge bei CAF sechs neue zweiteilige Fahrzeuge für die Strecke, die [veraltet] 2024 geliefert werden sollen.

### Tabellarische Übersicht
| Baureihe | Anzahl | Dienstzeit                    | Hersteller u. Anmerkungen |
| -------- | ------ | ----------------------------- | --- |
| 431      | 3      | 1923–1982                     | SWS, BBC (1923) / CAF (1940); 3 Trieb- und 4 Beiwagen Fußnote 1, 1970er Jahre bei 3+3 Fahrzeugen Ersatz der Holz- durch Stahlaufbauten 431-501 ist im Bahnhof Cercedilla als Ausstellungsraum erhalten. |
| 3000     |        | 1964–1969                     | SECN, CENEMESA; für Streckenverlängerung beschafft, an CGFC abgegeben |
| 442      | 6      | 1976 bis vsl. [veraltet] 2024 | MTM, Brown, Boveri & Cie. 1976–1981, abgeleitet von Be 4/4 26-27 der LEB. 6 Trieb- und 6 Steuerwagen |
|          | 6      | vsl. ab [veraltet] 2024       | zweiteilig; CAF |

## Energieversorgung
Ursprünglich war geplant, den benötigten Strom bei einem der Wasserkraftwerke der Gegend zu kaufen. Daher beschaffte das Unternehmen den ersten Quecksilberdampfgleichrichter Spaniens mit einer Leistung von 350 kW, ein zweiter, identischer stand als Reserve bereit. Später entschied man, nahe der Station Siete Picos eine eigene Kraftzentrale aufzubauen und erwarb dafür einen Dieselmotor von Polar-Atlas mit einer Leistung von 500, 550 bzw. 600 PS. Um den Gleichrichter doch noch nutzen zu können, verband man den Motor mit einem Wechselstromgenerator mit einer Nennleistung von 390 kW bei 2440 V und 50 Hz statt mit einem Gleichstromgenerators, ein weiterer stand als Reserve bereit.
1922 erfolgte die Installation der Oberleitung auf Holzpfosten, die aus einem einzelnen Kupferdraht mit einer Fläche von 100 mm² bestand.
Betrieben wurde die Bahn zur Bauzeit mit einer Gleichspannung von 1200 V. Die elektrische Ausrüstung der Strecke und der Züge kam von BBC.
Um die Energieversorgung zuverlässiger zu gestalten begann in den 1930er Jahren der Aufbau einer eigenen 15-kV-Hochspannungsleitung zum Wasserkraftwerk Saltos de Alberche bei El Espinar.
Für die Streckenvelrängerung wurde bereits ein Kettenfahrwerk nach RENFE-Norm installiert, mit einem Tragseildurchmesser von 100 mm² und einem Fahrdrahtdurchmesser von 107 mm².
1973 bis 1975 wurde im Zuge der Streckensanierung die Einfachoberleitung des alten Teils gegen eine moderne Kettenfahrleitung nach RENFE-Standard ausgetauscht und die Spannung auf 1500 V erhöht. Wann die Transformatoren an den drei Einspeisestellen in Cercedilla, Siete Picos und Cotos ausgetauscht wurden, ist unklar.